# Саша Митровић
Саша Митровић (Лесковац, 28. децембар 1961 - 4. новембар 1990) био је пилот авиона и једрилица, инструктор летења и државни репрезентативац Србије и бивше Југославије.

## Биографија
Саша је рођен у Лесковцу и прве сусрете са авионима имао је још у данима најранијег детињства, јер је и његов отац, Синиша, био пасионирани пилот и искусан авиомеханичар. Са навршених шеснаест година, започео је основну обуку у лесковачком аероклубу, али је до летачке лиценце дошао са пунолетством, пар година касније, завршавајући поједине фазе пилотског образовања и на другим аеродромима у Србији.
Своје летачко знање и таленат ставио је на пробу веома рано на турнирима, републичким и државним првенствима рели пилота, такмичећи се са знатно искуснијим и старијим пилотима од себе. Као такмичар, напредовао је веома брзо, освајајући најбоља места најпре у појединачним дисциплинама рели летења, а касније и врхове табела у генералном пласману.   
Саша је био првак Србије у категорији пилота једрилица, али је славу стекао као најбољи рели пилот авиона, освојивши титуле првака Србије, неколико година за редом. Такође, вишеструки високи пласман на такмичењима најбољих пилота Југославије, сврстао га је међу репрезентативце. 
Несрећним случајем, страдао је 4. новембра 1990. године на припремама државне репрезентације, када је требао да брани боје СФРЈ на Светском првенству рели пилота, које је те године одржавано у Аргентини. 
Због заслуга које је Саша имао за Лесковац, Аероклуб носи његово име, а његовим именом названа је и једна улица у граду. 